# Бодренков, Валерий Александрович
Валерий Александрович Бодренков — российский юрист и предприниматель. Полковник в отставке. Первый вице-президент холдинга «Сибирский цемент».

## Правоохранительная служба и правоведение
Более чем 25 лет прослужил в правоохранительных органах России. Занимал должность заместителя начальника управления ФСБ по Кемеровской области, в 2007 году исполнял обязанности начальника кемеровского областного УФСБ.
Кандидат юридических наук. Тема диссертации - «Проблемы оперативно-розыскного обеспечения предупреждения преступлений».
Научные интересы:
- оперативно-розыскная превенция, её становление и совершенствование в условиях формирования современного оперативно-розыскного и сыскного законодательства;
- нормативное обеспечение баланса интересов государства и хозяйствующих субъектов, хозяйствующих субъектов и потребителей их продукции, хозяйствующих субъектов и их трудовых коллективов.

Заместитель главного редактора журнала "Конкурентное право".
Является соавтором шести книг, член редакционных коллегий трех монографий по антимонопольному законодательству.

## Бизнес
С 2009 года занимает должность первого вице-президента ОАО "Холдинговая компания «Сибирский цемент».

## Общественная деятельность
Эксперт Общественной платы Российской Федерации.
Заместитель председателя Общественного совета при Федеральной антимонопольной службе РФ.
Член Общественного совета при Новосибирском УФАС России.

## Критика
Имя В. А. Бодренкова фигурировало в публикациях СМИ по поводу резонансных событий вокруг холдинга «Сибирский цемент» — конфликта с группой РАТМ и несостоявшейся сделки с Italcementi по покупке активов в Турции.
В период конфликта с группой РАТМ по вопросам управления ОАО «Ангарскцемент» Бодренкову приписывали создание незаконной сети прослушивания на спорном предприятии. Кроме того, начальник службы безопасности АЦГК Александр Бондаренко обвинял Бодренкова в даче взятки сотрудникам приангарской прокуратуры. Однако Бодренков подал заявление в Следственный комитет при Иркутской областной прокуратуре, и в результате было возбуждено уголовное дело, потерпевшими по которому проходили сам Бодренков и сотрудники прокуратуры.
В истории с «турецкой сделкой» в адрес Бодренкова звучали обвинения в давлении на региональные судебные органы, рассматривавшие иск о возврате «Сибирскому цементу» уплаченного задатка в 50 млн евро. В частности, эта мысль излагалась в пресс-релизе, распространённом от имени американского аналитического агентства RUXX. В нём утверждалось, что Italcementi обратилась в Президенту РФ В. В. Путину с просьбой повлиять на исход судебных разбирательств. В тексте приводился комментарий аналитика RUXX Ильи Лушникова, который заявлял, что проблема вышла на международный уровень в том числе и из-за «коррупционного» влияния Бодренкова в Кемеровской области.
Впоследствии сведения, содержащиеся в релизе RUXX, были опровергнуты как «Сибирским цементом», так и Italcementi Group. В частности, итальянская компания отрицала, что обращалась за политической поддержкой для разрешения судебного спора.

## Семья
Вдовец. Сын — Бодренков Антон Валерьевич, 28.11.1978 года рождения; Сын - Бодренков Никита Валерьевич, 22.08.1981 года рождения.

## Публикации
- Бодренков В.А., Прохорова Ю.Г.  Антимонопольный комплаенс: конкурентное преимущество и гарант развития бизнеса // Антимонопольный комплаенс как эффективный инструмент профилактики нарушений / Под редакцией. С.А. Пузыревского. М., 2019. С.112 – 122.
- Бодренков В.А., Прохорова Ю.Г. Об отдельных правовых аспектах практического применения принципов экономического анализа практик ценообразования на предмет их соответствия Федеральному закону от 26 июля 2006г. №135-ФЗ «О защите конкуренции» // Оценка состояния конкуренции на товарных рынках: правовые и экономические вопросы. М., 2020. С 202-211.
- Бодренков В. А. Государственность. Законность. Честь. Кемерово, 2007.
- Бодренков В. А. Экономическая стабильность — фундамент национальной безопасности государства // Служение Отечеству. Воспоминания, статьи, документы, 1917—2005 гг. В 2-х кн. Автор-составитель Онищенко В В. Кемерово, 2005.  Кн 2. С. 840—857.
- Бодренков В. А. Профилактика правонарушений и оперативно-розыскная деятельность // Актуальные проблемы борьбы с преступностью и иными правонарушениями / под ред. А Е Чечетина. Барнаул, 2003. С 27-29.
- Бодренков В. А. Оперативно-розыскная деятельность и уголовно-процессуальный закон // Актуальные проблемы борьбы с преступностью в Сибирском регионе. Сборник материалов международной научно-практической конференции (Красноярск, 7-8 февраля  2003 г.). Красноярск, 2003. С. 199—203.  ЖУРНАЛЬНЫЕ  Бодренков В. А. К вопросу о понятии «профилактика» (законодательное закрепление, теоретическое разъяснение и фактическое применение)  // Вестник Томского гос ун-та. Серия «Экономика и юридические науки». 2003. № 4 . С 74 — 75.  Бодренков, В А. Предупреждение преступлений и сыск. Зарисовки исторического опыта // Оперативник (сыщик). 2007. № 2.С 44-46.  Бодренков В. А. Оперативно-розыскное предупреждение преступлений: понятие и пути повышения эффективности // Законность. 2007. № 9. С 50.  Бодренков В.А., Прохорова Ю.Г. Об источниках правового регулирования и стандартах формирования системы внутреннего обеспечения соответствия требованиям антимонопольного законодательства и практике ее внедрения в группе АО «ХК «Сибцем»//Конкурентное право. 2021. №1. – С 37-47.